# Kandúr kommandó
A Kandúr kommandó, VHS-kiadványban Harcos macsok (eredeti cím: SWAT Kats: The Radical Squadron) 1993-tól 1994-ig futott amerikai televíziós rajzfilmsorozat, amelyet a Hanna-Barbera Productions készített.

## Magyar megjelenések
Magyarországon csupán két videókazettán jelent meg 1995 novemberében és decemberében a ZOOM Kft. gondozásában. Ezen a két kiadványon 6 rész volt látható.

## Szereplők
Zárójelben a magyar szinkronhangokat tartalmaz.

### Főszereplők
- Chance Furlong (fedőneve: T-Bone) – Charles Adler (Szűcs Sándor)
- Jake Clawson (fedőneve: Razor) – Barry Gordon (Bartucz Attila)

### Mellékszereplők
- Calico "Callie" Briggs – Tress MacNeille (Czifra Krisztina)
- Feral parancsnok – Gary Owens (Kardos Gábor)
- Felina Feral – Lori Alan
- Manx polgármester – Jim Cummings (Verebély Iván)
- Ann Gora – Candi Milo (Riha Zsófi)
- Steele hadnagy – Hal Rayle (Lukácsi József)
- Johnny K. – Mark Hamill
- Al – Frank Welker, Rob Paulsen (Lukácsi József (3. részben), Wohlmuth István (7. részben))
- Dr. Abby Sinian – Linda Gary
- Talon őrmester – Ed Gilbert (Beratin Gábor (4. részben), Várkonyi András (2 részben))
- Harckle professzor – George Hearn (Komlós András (5. részben), Pataky Imre (10. részben))

### Gonoszok
- Fekete macska – Brock Peters (Bácskai János)
- Dr. Vipera – Frank Welker (Garai Róbert)
- Mac – Neil Ross (F. Nagy Zoltán)
- Molly – April Winchell (Tátrai Zita (5. részben), Simon Mari (10. és 13. részben))
- A múltmester – Keene Curtis
- Macskalóz (Technorbi) – Rob Paulsen (Lux Ádám)

### További szereplők
- Bruke – Mark Hamill (Halmágyi Sándor)
- Murray – Charles Adler (Koncz István)
- Mr. Young – Robert Ito (Áron László)
- Idős hölgy – Candi Milo (Tordai Teri)
- Katscratch – Jim Cummings (Csonka András)
- Kommandós – Ed Gilbert (Csonka András)
- Kisfiú – Tress MacNeille (Molnár Levente)
- Kisfiú apja – Rob Paulsen (Wohlmuth István)

## Epizódlista
Zárójelben a magyar cím olvasható

### 1. évad (1993)
1. The Pastmaster Always Rings Twice
2. The Giant Bacteria
3. The Wrath of Dark Kat (A fekete macska haragja)
4. Destructive Nature (A pusztító természet)
5. The Metallikats (Metálmacskák)
6. Bride of the Pastmaster
7. Night of the Dark Kat (A fekete macska éjszakája)
8. Chaos in Crystal
9. The Ghost Pilot
10. Metal Urgency (Metálmacska vész)
11. The Ci-Kat-A
12. Enter the Madkat
13. Katastrophe (Katasztrófa)

### 2. évad (1994)
1. Mutation City
2. A Bright and Shiny Future
3. When Mutilor Strikes
4. Razor's Edge
5. Cry Turmoil / SWAT Kats Unplugged
6. The Deadly Pyramid
7. Caverns of Horror
8. Volcanus Erupts! / The Origin of Dr. Viper
9. The Dark Side of the SWAT Kats
10. Unlikely Alloys
11. Kats Eye News (különkiadás)